# José Hugo Mardini
José Hugo Mardini (Porto Alegre, 7 de setembro de 1939 – Porto Alegre, 1 de março de 2004) foi um advogado e político brasileiro.
Formado em ciências jurídicas e sociais pela Universidade Federal do Rio Grande do Sul (UFRGS). Foi deputado estadual pela Assembleia Legislativa do Rio Grande do Sul por quatro mandatos (1963 e 1979), e federal por outras três legislaturas. Foi vice-líder da Arena na assembléia (1973-1979); 1º Vice-Presidente da Assembleia Legislativa (1971-1972); Presidente da Comissão de Minas e Energia da Câmara dos Deputados (1981-1982); Vice-Líder do Governo (1980); 1º Vice-Líder do Governo (1981-1982); Líder do Governo e do PDS (1983); Participante da Conferência sobre os Direitos no Mar/ONU (Genebra/1979); Membro da Delegação do Brasil à Assembleia Geral da ONU (1981-1982).
No pleito de 1987, disputando o mandato de Deputado Federal, ficou suplente com 40.753 votos.
Concorreu ao Senado Federal, nas eleições de 2002, tendo obtido a expressiva votação de 395.095 votos.
Foi Vice-Presidente do Partido Progressista no RS (2002).
Exerceu a Presidência da União Metropolitana de Estudantes de Porto Alegre (UMESPA), a Presidência da União Gaúcha de Estudantes Secundários (UGES) e Vice-Presidência da União Brasileira de Estudantes Secundários (UBES).
Ocupou a Presidência da Fundação de Recursos Humanos do RS - FDRH (Governo Antônio Britto), além da Presidência da SULGÁS (Governo Germano Rigotto).